# Цитринка чорновола
Цитринка чорновола (Geothlypis philadelphia) — вид горобцеподібних птахів родини піснярових (Parulidae). Поширений в Північній Америці.

## Поширення
Вид розмножується в Канаді від північної Альберти до Ньюфаундленду та на північному сході США (Великі озера та Нова Англія). На зимівлю відлітає на південь, де трапляється від півдня Нікарагуа до північного Еквадору та північного заходу Венесуели. Мешкає у внутрішніх частинах вологих лісів, часто з рясними чагарниками. Він шукає собі їжу на землі, зазвичай тихо.

## Опис
Цей птах довжиною від 12 до 13 см у дорослому стані має незначний статевий диморфізм у оперенні. Голова і груди у самця сірі, з чорними плямами на горлі, грудях і крилах. Черевні частини жовті, а дорсальні частини оливково-коричневі. Самиця схожа на самця. Однак голова хоч і сіра, але блідіша, ніж у самця, і не має чорних плям. Горло ще більше світліше, навіть стає білястим або має певні жовтуваті відтінки.